# Ólafur Guðmundsson
Ólafur Andrés Guðmundsson, más conocido como Ólafur Guðmundsson, (Hafnarfjörður, 13 de mayo de 1990) es un jugador de balonmano islandés que juega de central en el HF Karlskrona. Es internacional con la selección de balonmano de Islandia.
Con la selección ganó la medalla de bronce en el Campeonato Europeo de Balonmano Masculino de 2010.

## Palmarés

### Kristianstad
- Liga de Suecia de balonmano (3): 2016, 2017, 2018

## Clubes
- FH Hafnarfjörður ( -2010)
- AG København (2010-2011)
- Nordsjælland HB (2011-2012)
- IFK Kristianstad (2012-2014)
- TSV Hannover-Burgdorf (2014-2015)
- IFK Kristianstad (2015-2021)
- Montpellier Handball (2021-2022)
- GC Amicitia Zürich (2022-2023)
- HF Karlskrona (2023- )